# Kyle Wilson
Kyle Wilson (né le 15 décembre 1984 à Oakville, dans la province de l'Ontario au Canada) est un joueur professionnel canadien de hockey sur glace.

## Carrière de joueur
Il a été repêché en 9e ronde, 272e au total par le Wild du Minnesota au repêchage d'entrée de 2004. Il évolue au poste de centre. Il a remporté la Coupe Calder 2009 et 2010 avec les Bears de Hershey.
Le 2 juillet 2010, il signe un contrat en tant qu'agent libre avec les Blue Jackets de Columbus.
Le 15 juin 2012, il est échangé aux Lightning de Tampa Bay par les Predators de Nashville avec Anders Lindback et d'un choix de 7e ronde au repêchage d'entrée de 2012 en retour de Sébastien Caron, d'un choix de 2e ronde au repêchage d'entrée de 2012, d'un choix de 2e ronde au repêchage d'entrée de 2012 et d'un choix de 3e ronde au repêchage d'entrée de 2013.
Le 11 mars 2013, il est échangé aux Ducks d'Anaheim par le Lightning de Tampa Bay en retour de Dan Sexton.

## Statistiques
| Saison    | Équipe                          | Ligue |    | Saison régulière | Saison régulière | Saison régulière | Saison régulière | Saison régulière |   | Séries éliminatoires | Séries éliminatoires | Séries éliminatoires | Séries éliminatoires | Séries éliminatoires |
| Saison    | Équipe                          | Ligue | PJ | B                | A                | Pts              | Pun              | PJ               | B | A                    | Pts                  | Pun                  |                      |                      |
| 2000-2001 | Rockets de Strathroy            | GOHL  | 33 | 12               | 17               | 29               | 15               | 5                | 2 | 2                    | 4                    | 2                    |                      |                      |
| 2001-2002 | Rockets de Strathroy            | GOHL  | 53 | 42               | 25               | 67               | 16               | -                | - | -                    | -                    | -                    |                      |                      |
| 2002-2003 | Raiders de Colgate              | NCAA  | 33 | 4                | 2                | 6                | 15               | -                | - | -                    | -                    | -                    |                      |                      |
| 2003-2004 | Raiders de Colgate              | NCAA  | 37 | 14               | 17               | 31               | 23               | -                | - | -                    | -                    | -                    |                      |                      |
| 2004-2005 | Raiders de Colgate              | NCAA  | 30 | 5                | 18               | 23               | 12               | -                | - | -                    | -                    | -                    |                      |                      |
| 2005-2006 | Raiders de Colgate              | NCAA  | 39 | 23               | 18               | 41               | 22               | -                | - | -                    | -                    | -                    |                      |                      |
| 2006-2007 | Rampage de San Antonio          | LAH   | 7  | 1                | 0                | 1                | 2                | -                | - | -                    | -                    | -                    |                      |                      |
| 2006-2007 | Stingrays de la Caroline du Sud | ECHL  | 5  | 3                | 2                | 5                | 4                | -                | - | -                    | -                    | -                    |                      |                      |
| 2006-2007 | Bears de Hershey                | LAH   | 54 | 24               | 30               | 54               | 26               | 19               | 7 | 9                    | 16                   | 8                    |                      |                      |
| 2007-2008 | Bears de Hershey                | LAH   | 80 | 30               | 31               | 61               | 26               | 5                | 0 | 3                    | 3                    | 2                    |                      |                      |
| 2008-2009 | Bears de Hershey                | LAH   | 80 | 28               | 30               | 58               | 31               | 22               | 3 | 7                    | 10                   | 2                    |                      |                      |
| 2009-2010 | Capitals de Washington          | LNH   | 2  | 0                | 2                | 2                | 0                |                  |   |                      |                      |                      |                      |                      |
| 2009-2010 | Bears de Hershey                | LAH   | 74 | 24               | 29               | 53               | 23               | 21               | 6 | 6                    | 12                   | 4                    |                      |                      |
| 2010-2011 | Blue Jackets de Columbus        | LNH   | 32 | 4                | 7                | 11               | 12               | -                | - | -                    | -                    | -                    |                      |                      |
| 2010-2011 | Falcons de Springfield          | LAH   | 23 | 12               | 12               | 24               | 2                | -                | - | -                    | -                    | -                    |                      |                      |
| 2011-2012 | Predators de Nashville          | LNH   | 5  | 0                | 0                | 0                | 0                | -                | - | -                    | -                    | -                    |                      |                      |
| 2011-2012 | Admirals de Milwaukee           | LAH   | 68 | 21               | 29               | 50               | 25               | 3                | 1 | 2                    | 3                    | 2                    |                      |                      |
| 2012-2013 | Crunch de Syracuse              | LAH   | 22 | 5                | 0                | 5                | 6                | -                | - | -                    | -                    | -                    |                      |                      |
| 2012-2013 | Admirals de Norfolk             | LAH   | 16 | 3                | 6                | 9                | 2                | -                | - | -                    | -                    | -                    |                      |                      |
| 2013-2014 | Dinamo Riga                     | KHL   | 49 | 17               | 27               | 44               | 26               | -                | - | -                    | -                    | -                    |                      |                      |
| 2014-2015 | Traktor Tcheliabinsk            | KHL   | 22 | 1                | 5                | 6                | 10               | -                | - | -                    | -                    | -                    |                      |                      |
| 2014-2015 | Dinamo Riga                     | KHL   | 28 | 1                | 8                | 9                | 8                | -                | - | -                    | -                    | -                    |                      |                      |
| 2015-2016 | MODO Hockey                     | SHL   | 22 | 5                | 8                | 13               | 41               | -                | - | -                    | -                    | -                    |                      |                      |
| 2015-2016 | SCL Tigers                      | NLA   | 11 | 5                | 1                | 6                | 2                | -                | - | -                    | -                    | -                    |                      |                      |
| 2016-2017 | Eisbären Berlin                 | DEL   | 48 | 11               | 9                | 20               | 14               | 12               | 0 | 2                    | 2                    | 6                    |                      |                      |

## Trophées et distinstions

### Ligue américaine de hockey
- Il remporte la Coupe Calder avec les Bears de Hershey en 2008-2009 et 2009-2010.